# Круг

Круг, граничная окружность и радиус

Сектор и сегмент круга и дуга окружности

Круг — часть плоскости, которая лежит внутри окружности. Другими словами, это геометрическое место точек плоскости, расстояние от которых до заданной точки, называемой центром круга, не превышает заданного неотрицательного числа {\displaystyle R.} Число {\displaystyle R} называется радиусом этого круга. Если радиус равен нулю, то круг вырождается в точку.
Границей круга по определению является окружность. Открытый круг (внутренность круга) получится, если потребовать строгое неравенство: расстояние от точек до центра {\displaystyle <R.} При нестрогом ({\displaystyle \leqslant R}) неравенстве получается определение замкнутого круга, который содержит и точки граничной окружности.

## Связанные определения
- Радиус — отрезок, соединяющий центр круга с его границей.
- Диаметр — отрезок, соединяющий две точки границы круга и содержащий его центр.
- Сектор — пересечение круга и некоторого его центрального угла, то есть часть круга, ограниченная дугой и двумя радиусами, соединяющими концы дуги с центром круга.
- Сегмент — часть круга, ограниченная дугой и стягивающей её хордой.
- Хорда — отрезок, соединяющий любые две точки окружности.

Эти и другие элементы круга, а также соотношения между ними описаны в статье Окружность.

## Свойства
- При вращении плоскости относительно центра круг переходит сам в себя.
- Круг является выпуклой фигурой.
- Площадь круга радиуса {\displaystyle R} вычисляется по формуле: {\displaystyle S=\pi R^{2}}, где {\displaystyle \pi } ≈ 3,14159….
- Площадь сектора равна {\displaystyle S={\frac {\alpha R^{2}}{2}}}, где {\displaystyle \alpha } — угловая величина дуги в радианах, {\displaystyle R} — радиус.
- Периметр круга (длина граничной окружности): {\displaystyle L=2\pi R}.
- (Изопериметрическое неравенство) Круг является фигурой, имеющей наибольшую площадь при заданном периметре. Или, что то же самое, обладающей наименьшим периметром при заданной площади.

## История
История исследования свойств круга и окружности, а также применение этих свойств в человеческой практике уходит в глубокую древность; особенную важность придало этой теме изобретение колеса. Ещё в древности было открыто, что отношение длины окружности к её диаметру (число π) одно и то же для всех окружностей.
Исторически важной темой многовековых исследований было уточнение этого отношения, а также попытки решить проблему «квадратуры круга». В дальнейшем развитие исследований привело к созданию тригонометрии, теории колебаний и многих других практически важных разделов науки и техники.

## Обобщения
Понятие круга является одним из универсальных математических понятий, дословно обобщаемым на случай произвольных метрических пространств. В отличие от случая евклидовых пространств, при иных метриках они могут быть весьма причудливо устроены — в частности, в случае дискретной метрики можно построить пример, когда открытый круг с заданным радиусом совпадает с замкнутым кругом. Однако некоторые свойства круга в других метриках всё же сохраняются: выпуклость и наличие центральной симметрии.
Например, если в качестве метрики взять так называемую «городскую метрику», то есть {\displaystyle \rho ((x_{1},y_{1});(x_{2},y_{2}))=|x_{1}-x_{2}|+|y_{1}-y_{2}|}, то единичным кругом с центром с нулевыми координатами будет квадрат с вершинами {\displaystyle (1,0),(0,1),(-1,0),(0,-1)}.
Примеры обобщений:
- шар,
- поликруг.